# Winstanley
Pour les articles homonymes, voir Winstanley (homonymie).
Winstanley est un film britannique réalisé par Kevin Brownlow et Andrew Mollo en 1975.

## Synopsis
Une brève évocation de la situation politique en Angleterre au XVIIe siècle indique dans quel contexte William Everard accueille Gerrard Winstanley qui vient d'être dépossédé de ses biens à Londres. Ce dernier est l'auteur de La nouvelle loi de justice que lit avec grand intérêt Margaret, l'épouse de John Platt pasteur et seigneur de la commune de Weybridge dans le Surrey où vient de se fonder une colonie de Bêcheux (mieux connus sous le nom de Diggers).
L'installation de ces nouveaux arrivants en 1649 sur les terrains en friche de la colline Saint-George ne plaît guère au chef religieux car dix de ses ouailles ont rejoint le groupe de squatters.
Cette occupation illégale déclenche une expédition punitive où cours de laquelle une dizaine de femmes et d'enfants sont capturés mais vite libérés par le juge de paix car le procédé employé contre ces colons n'est pas permis par la loi.
On leur intime de se disperser mais Winstanley et Everard lors d'une rencontre avec le général Fairfax qui fait preuve de bienveillance, obtiennent l'autorisation de rester à condition de ne pas provoquer de troubles. Cette condition donne la marche à suivre aux adversaires des diggers : provoquer des troubles. À la suite d'un sermon au contenu équivoque, un groupe d'habitants de la région attaque les bêcheux en plein travail et saccage leur hameau.
Gerrard Winstanley se rend chez John Platt pour le calmer et démontrer tous les avantages que présente pour la collectivité cette petite colonie : plus de mendicité, plus d'oisiveté, plus de délinquance mais le seigneur lui fait remarquer qu'ils indisposent les paysans des environs en s'appropriant le bois lorsqu'ils coupent des arbres, en prélevant du gibier par le braconnage, en dérangeant les éleveurs lorsque leur bétail sort des limites des terres communales.
Peu de temps après, le général Fairfax vient sur place pour se rendre compte des causes de cette agitation. Il repart favorablement impressionné par la gestion des lieux d'autant plus que, parmi ces diggers, certains sont d'anciens compagnons d'armes.
Ce répit ne va pas durer : cinq soudards de la troupe du capitaine Gladman attaquent le campement car on a signalé que les intrus coupaient du bois. Au cours de l'attaque, un enfant est tué et Margaret Platt se désolidarise de son mari et vient en personne remettre une somme d'argent à Winstanley pour dédommager les victimes.
Bien qu'ayant obtenu davantage de garanties du général Fairfax, les colons sont face à des adversaires ne désarment pas. Francis Drake dépose une plainte et Gérrard Winstanley, Thomas Haydon et Henry Bickerstaffe sont choisis pour comparaître en justice pour l'occupation illégale des terrains communaux. L'amende est telle que la communauté ne peut la payer donc le bétail est saisi. Ce ne sont pas les saluts amicaux des autres colonies de diggers, celles d'Aylesbury, de Shrewsbury, de Dunstable, de Wellingborough, de Market Bosworth, d'Iver, de Coxhall qui vont arranger les choses. La pénurie s'installe dans le hameau et le petit groupe de ranters, supporters nonchalants des bêcheux au travail repart voir ailleurs si l'herbe est plus verte non sans avoir provoqué la désertion de Margaret Platt témoin de leur dévergondage.
En 1650, le rétablissement de l'interdit du commerce se fait durement sentir. La sous-alimentation affecte surtout les enfants et une partie des colons part mendier. Winstanley obtient une entrevue cordiale avec Platt mais rien n'y fait et une importante escorte de soldats suivie par de nombreuses personnes incendie le village et traque les diggers. Il ne reste plus qu'au pasteur à rentrer triomphalement dans sa paroisse tandis que le terrain communal, abandonné, s'endort à nouveau sous la neige.

## Fiche technique
- Titre original : Winstanley
- Titre français : Winstanley
- Réalisateur : Kevin Brownlow, Andrew Mollo
- Assistant réalisateur : Charles Rees, Ian Sellar, Charles Ware
- Scénario : Kevin Brownlow et Andrew Mollo d'après le roman de David Caute Comrade Jacob.
- Rédaction : Sarah Ellis
- Photographie : Ernest Vincze appelé aussi «Emie», Bob Davies
- Second cadreur : Peter Harvey
- Son : Peter Harvey
- Postsynchronisation, doublage : Doug Turner
- Montage : Sarah Ellis, Peter Harvey, Charles Rees
- Direction artistique : Andrew Mollo
- Costumes : Carmen Mollo
- Conseillers techniques : 
  - Marina Lewycka à la scénarisation pour la langue et les dialectes
  - Bill Petch pour l'utilisation des instruments aratoires et les techniques agricoles
  - Russell Robinson, conservateur de l'armurerie de H. (Her) M. (Majesty) Tour de Londres pour le choix des armes et leur utilisation
  - Madeleine Ginsburg du Victoria and Albert Museum
  - Edward Collins du Museum of English Rural Life (en)
  - Charles Kightly de l'association des «Têtes rondes»
  - Le révérent Philip Wright, chef de bataillon
  - Le brigadier Peter Young de l'association des Sealed Knot

et Vic Gammon, Nick Rowling, John Gifford
- Musique : Serge Prokofiev : bande son d'Alexandre Nevski interprétée par l'Orchestre philharmonique tchèque
- Département éditorial : Stephen Bearman et Neil Stenhouse
- Production : Kevin Brownlow et Andrew Mollo
- Assistants de production : William Diver et Virginia Brownlow
- Société de production : British Film Institute Production Board Film
- Pays d'origine :  Royaume-Uni
- Date de sortie : Canada 19 octobre 1976 au Festival international du film de Toronto.
- Format : Noir et blanc - 35 mm - 1,33 - Son mono
- Genre : drame
- Durée : 92 minutes

## Distribution
- Don Backhurst
- George Barratt
- David Bramley : le pasteur John Parson Platt
- Bill Brooke
- The Byfield family
- Jeff Cornish
- Phil Dunn : membre de la communauté
- Dawson France : capitaine Gladman
- Duncan Fraser
- The Gower family
- Alison Halliwell : Madame Margaret Platt
- Miles Halliwell : Gerrard Winstanley
- George Hawkins : John Coulton
- Don Higgins
- Muriel Higgins
- Terry Higgins : Thomas ou Tom Haydon
- Philippa Johnson
- Pat Kearney : membre de la communauté
- Andy Kohn
- Ben Lewin
- Ginni Little
- Oisin Little
- The Lodge family
- David Meeker
- Gerry O'Halloran
- Phil Oliver : William ou Will Everard
- Jack Osborn
- Damien Pelling
- Bill Petch : Henry Bickerstaffe
- Dorothy Phipps
- Sid Rawle : Ranter
- Stanley Reed : joueur de flûte à bec
- Mike Shanafelt
- Barry Shaw : colonel Rich
- Don Skinner
- Flora Skrine : Madame Drake
- Philip Stearns : Francis Drake
- Harry Taylor
- Jean Venn
- The Wicking family
- Jerome Willis : Général Thomas Fairfax
- James Wise
- Ruth Woollett

## Autour du film
- Le film a été édité en DVD par «Doriane Films» en version originale avec des sous-titres français de Bernard Eisenschitz.
- Toutes les informations qui suivent proviennent du film d'Éric Mival sur le tournage de Winstanley. Ce documentaire, réalisé en 1976, d'une durée de 50 minutes, supplément dans l'édition du DVD, a pour titre It happened here again qui est sans doute une allusion au tournage, huit ans auparavant, tout aussi difficile de It happened here, (En Angleterre occupée) avec les deux mêmes réalisateurs et où jouait aussi Miles Halliwell. C'est une véritable leçon de cinéma au moins pour les non initiés.
- Il s'agit, ci-dessous, d'une petite sélection des renseignements donnés par Kevin Brownlow et Andrew Mollo et des commentaires de John Rowe.
- Kevin Brownlow et Andrew Mollo avaient travaillé ensemble sur le film En Angleterre occupée, (It happened here), ce qui leur a appris comment tourner un film avec un minimum de moyens. Cette expérience leur a servi pour le tournage de Winstanley pour lequel ils n'ont pas eu davantage d'aide. Pendant huit ans, ils ont cherché en vain des financements auprès des compagnies commerciales. Un producteur américain a trouvé le scénario super mais n'a pas aimé Gerrard Winstanley. Cependant, Mamoun Hassan directeur du comité de production du British Film Institute leur a répondu qu'il était prêt à mettre 17 000 livres.
- Ce projet était venu à la suite de la lecture du livre Le camarade Jacob qu'un instituteur, Miles Halliwell, avait donné à Kevin Brownlow lors du tournage de En Angleterre occupée. Cet épisode historique avait fasciné le réalisateur car il était peu connu et pacifique parce que tous les protagonistes avaient essayé d'être raisonnables.
- Les productions Woodfall Films ayant financé l'écriture du scénario on s'est mis au travail : au travail, bénévolement et même en reversant les salaires qu'ils touchaient pour du travail qu'ils effectuaient par ailleurs dans l'industrie cinématographique. Pour vivre, ils avaient les avances qu'ils recevaient pour des projets de livres et d'embauches.
- Donc on a économisé sur tout ce qui n'était pas dans les mœurs des grandes compagnies et le film n'est pas revenu plus cher que le générique d'un James Bond.
  - Il a été tourné en noir et blanc pour des raisons esthétiques mais surtout parce que cela revenait moins cher.
  - Le tournage ne pouvant se dérouler sur le Mont Saint George à Weybridge où s'étaient déroulés les événements, étant devenu un lotissement de luxe, ils ont suivi les collines et sont arrivés à un endroit appelé le Saut du Diable, à Larchfield, où non loin de là le père d'Andrew Mollo possédait une maison avec une dizaine d'hectares. Donc ils n'ont pas eu besoin de louer un terrain, de démonter les décors lors des interruptions de tournage et ont été bien placés pour surveiller le «plateau».
  - Pas de directeur artistique : ils ont fait les repérages eux-mêmes et de plus ils préféraient cette solution.
  - Pas de construction de beaux décors pour tourner les scènes se déroulant dans les somptueuses demeures des opposants de Winstanley. Tous les intérieurs des classes supérieures ont été filmés dans les différentes pièces de Chastleton House qui ont parfaitement convenu alors que l'extérieur ne correspondait pas à la région où s'étaient déroulés les évènements.
  - Pour les scènes de groupes ils se sont fait aider par les associations « Sealed knot » et « Têtes rondes » qui, le week-end, reconstituent des batailles de la Première révolution anglaise.
  - Les épouses des réalisateurs ont été mises à contribution : Virginia Brownlow pour la confection des repas de l'équipe et Carmen Mollo pour la confection des costumes avec des tissus de récupération ce qui a donné plus de vraisemblance à l'aspect des paysans. D'ailleurs, dans cette optique, les vêtements n'ont pas été lavés et sont devenus très odorants. (Cependant le spectateur n'en souffre pas car ce film n'est pas en odorama).
  - Ils ont économisé sur les cachets des acteurs et des techniciens : comme ils ne pouvaient pas les payer au-dessus du minimum syndical les agents, dont ils avaient trouvé les adresses dans l'annuaire Spotlight, leur ont raccroché au nez. Cependant Jerome Willis (en), acteur de la télévision très connu, a accepté d'être le général Fairfax à condition de travailler le week-end et aussi parce qu'il aimait le projet. Ce fut un atout : sa notoriété en imposant aux figurants, il a produit l'effet qui convenait à son rôle.
  - Le British Film Institute imposait de faire débuter des jeunes techniciens. Ainsi ils ont embauché Ernest Vincze plus familièrement appelé Emie, le cadreur, qui lui a travaillé bénévolement à condition se pouvoir venir en dehors de ses heures de travaux rémunérés.
  - On a économisé aussi en limitant le nombre de techniciens donc Peter Harvey a été tour à tour preneur de son, monteur et second cadreur, Charles Rees qui était monteur est devenu, à l'occasion, assistant réalisateur.
  - Des écoliers de la région ont aidé à nettoyer le terrain et dans une moindre mesure à construire la commune.
- Andrew Mollo avait converti Kevin Brownlow au dogme de la parfaite authenticité à l'instar d'Éric von Stroheim.
  - Le réalisateur a trouvé une foule de renseignements sur l'époque dans un livre de reproductions de Jacques Callot; à partir d'une gravure, une scène d'exécution a été reconstituée quasiment à l'identique.
  - Gerrard Winstanley avait écrit ses pamphlets dans une étable : Brownlow et Mollo en ont trouvé une à 150 kilomètres, l'ont achetée et l'ont remontée à Larchfield avec l'aide d'écoliers.
  - Le conservateur de l'armurerie de la Tour de Londres, Russel Robinson, leur a permis d'emprunter des armes authentiques, leur a indiqué celles qu'il fallait utiliser et comment s'en servir.
  - Le musée anglais de la vie rurale leur a fourni de nombreux outils de l'époque et Bill Petch un des plus grands spécialistes du monde pour l'histoire des machines agricoles a conseillé le groupe de Niveleurs du film.
  - Pour favoriser l’identification des interprètes aux Bêcheux on a fait appel à Sid Rawle et à cinq autres squatters, version moderne des bêcheux : ils ont accepté.
  - Les cochons appartenaient à une race sauvegardée par le fonds des races anciennes ; les poules, de même, étaient d'une variété aujourd'hui disparue.
  - Le costume de Thomas Fairfax a été emprunté à un musée et avait été porté par le général lui-même.
  - Les physionomies devaient aussi faire XVIIe siècle: ainsi une famille entière, les Higgins a été recrutée; Dawson France a été découvert dans le métro et le laveur de vitres de Kevin Brownlow a aussi fait partie du casting.
  - Le commentaire est tiré des pamphlets de Gerrard Winstanley.
  - La chanson Winstanley Digger Song est interprétée au cours du film et la séquence s'y rapportant peut être consultée sur le web